# 马克什塔特
马克什塔特（法語：Maxstadt，法語發音：[makʃtat]）是法国摩泽尔省的一个市镇，属于福尔巴克-布莱摩泽尔区。

## 地理
马克什塔特（49°2'40"N, 6°47'37"E）面积7.91 平方千米，位于法国大東部大區摩泽尔省，该省份为法国东北部内陆省份，是洛林的一部分，西南接默尔特-摩泽尔省，东临下莱茵省，北与卢森堡和德国接壤。
与马克什塔特接壤的市镇（或旧市镇、城区）包括：阿尔特里普、巴尔斯特、比丹、奥斯特、拉南。
马克什塔特的时区为UTC+01:00、UTC+02:00（夏令时）。

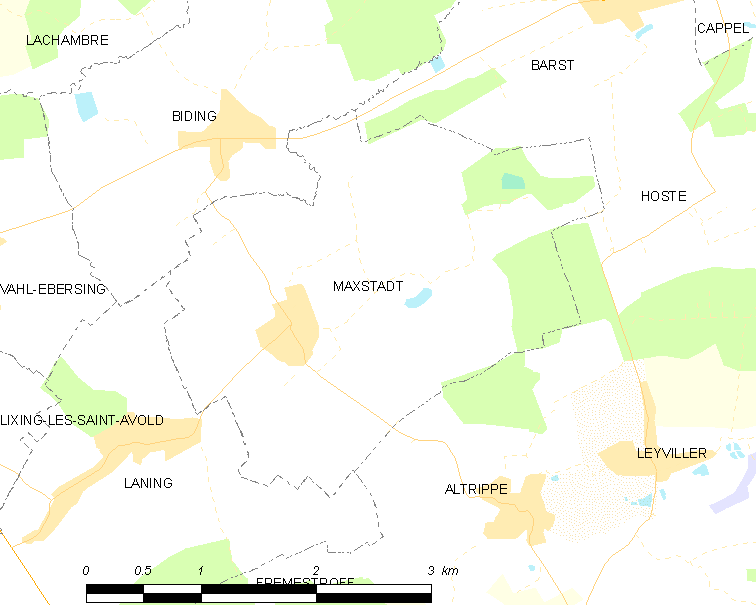
马克什塔特的OSM定位图

## 行政
马克什塔特的邮政编码为57660，INSEE市镇编码为57453。

## 政治
马克什塔特所属的省级选区为萨拉尔布县。

## 人口

1962-2008年间马克什塔特人口变化图示

马克什塔特于2022年1月1日时的人口数量为296人。